# Layers (Album)
Layers ist ein Jazzalbum des Alberto Pinton Sestetto Contemporaneo (AP6C). Die am 17. und 18. September 2018 im BAS im Stockholmer Stadtteil Bandhagen entstandenen Aufnahmen erschienen am 30. August 2019 auf Clear Now Records.

## Hintergrund
Der in Italien geborene und in Schweden lebende Alberto Pinton hat mehrere Aufnahmen mit seinem Quartett Noi Siamo, einem Quintett, Sextett und Trio, veröffentlicht. Das Projekt AP6C oder Alberto Pinton Sestetto Contemporaneo sei hingegen etwas völlig Neues, notierte Mark Corroto; Pinton habe die Mitglieder seines Trios, den Schlagzeuger Konrad Agnas und den Bassisten Vilhelm Bromander, mit Mitgliedern der Formation The Angles kombiniert, mit dem Posaunisten Mats Äleklint und dem Vibraphonisten Mattias Ståhl, und fügte dem dann noch seine Tochter hinzu, die Sängerin und Liedtexterin Selma Pinton. Das Alberto Pinton Sestetto Contemporaneo präsentierte sich in gleicher Besetzung bei der JazzBaltica 2021.

## Titelliste
- Alberto Pinton Sestetto Contemporaneo: Layers (Clear Now Records CNR001)[3]

1. Il Carosello 5:20
2. Leaps 12:25
3. Short Stories #3 2:45
4. Layers 4:36
5. 14 Bars 2:22
6. Short Stories #1 & #2 6:33
7. Il Tempo Intanto Correva  (Kollektivimprovisation) 6:10
8. Il Deserto dei Tartari 5:40
9. Twelve 7:27

Wenn nicht anders vermerkt, stammen die Kompositionen von Alberto Pinton.

## Rezeption
Nach Ansicht von Mark Corroto, der das Album in All About Jazz rezensierte, liege der Musik eine bewusst gemächliche Anmutung zugrunde. Das Gefühl, dass er die Musik speziell für diese Musiker komponiert habe und ihnen dadurch die Freiheit gab, seine Musik zu interpretieren. „Leaps“ komme nach einem Eröffnungs-Walking-Bass zusammen, bevor Selma Pinton und Äleklint gemeinsam den Text singen. Pintons Flöte und Ståhls Vibraphon würden nah beieinander schweben und die Landschaft ausfüllen, ein gemeinsames Thema hier. Die kurzen „Short Stories“ flatterten „wie eine Voliere voller Vögel“; gekratztes Becken, sprechende Klarinette und gackernde Posaune mit wortlosem Gesang würden es in einen Groove verwandeln. Selma Pinton liefere eine frische Interpretation sowie Gedichte und gesungene Verse. Teilweise Kammerkonzert verliere die Musik nie ihre schwungvollen Kanten. Pintons Kompositionen streuten ungerade Takte, wie „14 Bars“, und drängten in Richtung neuer kammermusikalischer Klänge, wie in „Twelve“. Auch wenn seine Technik und die von Äleklint und Ståhl makellos seien, drehe sich bei der Musik hier alles um Leidenschaft und die Vermittlung von Emotionen.